# Auguste Duvivier
Pour les articles homonymes, voir Duvivier.
Auguste Joseph Duvivier est un fonctionnaire, homme politique libéral et ministre belge né à Mons le 12 décembre 1772 et mort à Bruxelles le 1er juillet 1846.

## Biographie

### Vie familiale
D'une famille de la bourgeoisie montoise, Auguste Duvivier est le fils de Joseph-Maximilien Duvivier (1728-1796), médecin-pensionnaire de la ville de Mons, et de Marie-Thérèse-Joseph Naveau. Auguste est le frère des généraux Vincent Duvivier et Ignace Louis Duvivier.
En 1803, il épouse Marie Narcisse Désirée Josèphe Gantois, cousine germaine du colonel Louis Joseph Gantois et du général Adolphe Félix Gantois ; ils ont un fils, Léopold, président du tribunal de Malines et conseiller provincial du Brabant, créé baron en 1852, et qui épouse, en 1837, Françoise-Antoinette Diercxsens ; ainsi qu'une fille, mariée au général-baron Félix-Corneille Lahure (neveu du général-baron Louis Joseph Lahure).

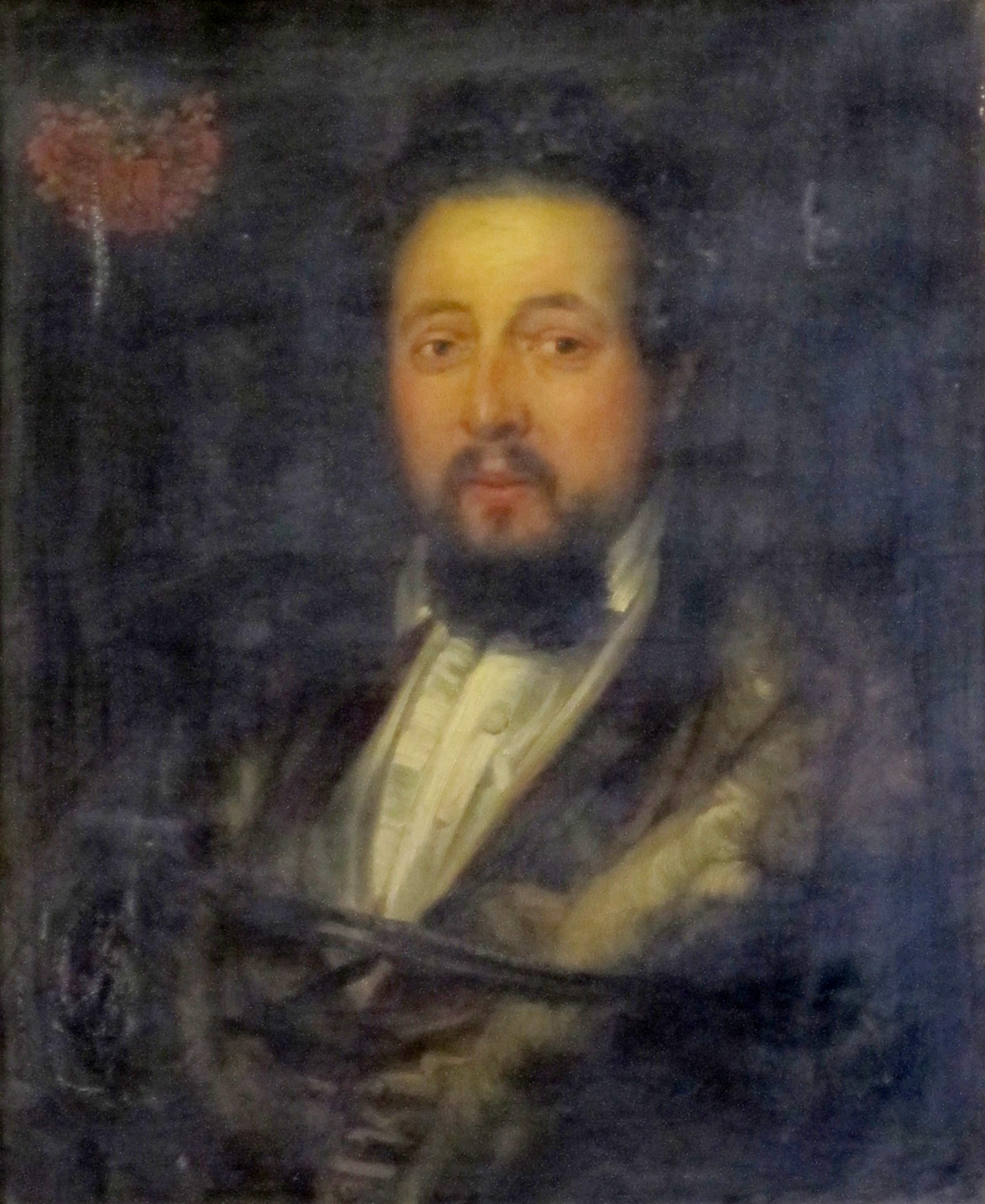
Léopold Duvivier
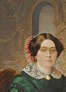
Aimée Victoire Jeannette Duvivier, baronne Lahure.

### Formation et débuts
Auguste Duvivier étudie la médecine à l'université de Louvain, où il obtient son diplôme. Il poursuit une spécialisation à Paris. Il n'exerce pourtant pas la médecine, mais devient professeur d'histoire naturelle à l'école centrale du département de Jemappes à partir de 1798.

### Carrière dans l'Administration des finances
Il fait ensuite carrière dans l'administration sous l'Empire et sous le royaume uni des Pays-Bas. Il occupe les fonctions d'inspecteur des droits réunis dans le département de Jemmapes, puis dans ceux des Vosges, du Morbihan et enfin du Mont-Tonnerre, est promu inspecteur général en 1811 dans le département d'Ille-et-Vilaine, puis successivement dans ceux de la Lys, de Jemmapes, des Deux-Nèthes et de l'Escaut. Tout en conservant ces fonctions, il remplit diverses missions administratives dans les provinces rhénanes et en Espagne entre 1808 et 1814, où il organise la régie des tabacs. Le gouvernement des Pays-Bas le nomme receveur principal des domaines à Courtrai en 1815, receveur des convois et licences de la province d'Anvers en 1816, puis directeur des contributions directes. Il passe dans le Brabant méridional en 1827.

### Carrière politique
Après la révolution belge, Duvivier est nommé administrateur des contributions indirectes par le gouvernement provisoire et est élu, en 1831, député au tout premier parlement belge par l'arrondissement de Soignies. Il siège à la Chambre des représentants jusqu'à sa mort en 1846. C'est aussi à partir de 1831 que Duvivier est bourgmestre de Mesvin, près de Mons.
Entre le 30 mai 1831 et le 24 juillet 1831, il devient ministre des Finances dans le gouvernement Lebeau I en remplacement de Charles de Brouckère.
En 1832, il est nommé ministre des Finances dans le gouvernement Goblet. À la fin de son mandat en 1834, Auguste Duvivier est nommé ministre d'État.

## Distinctions
- officier de l'ordre de Léopold
- officier de la Légion d'honneur

## Sources
- "Biographie nationale, Volume 6", Académie royale de Belgique, 1878
- Charles Poplimont, "La Belgique héraldique: recueil historique, chronologique, généalogique et biographique complet de toutes les maisons nobles reconnues de la Belgique, Volume 4", 1866